# ماساهيرو سوكيغارا
ماساهيرو سوكيغارا (鋤柄 昌宏) (ولد 2 أبريل 1966) هو لاعب كرة قدم ياباني سابق، شارك في كأس آسيا 1988.

## روابط خارجية
- ماساهيرو سوكيغارا على موقع رابطة كرة القدم اليابانية للمحترفين (اليابانية)
- ماساهيرو سوكيغارا على موقع قاعدة بيانات كرة القدم.إي يو (الإنجليزية)
- ماساهيرو سوكيغارا على موقع عالم كرة القدم.نت (الإنجليزية)

1. ↑  "معلومات عن ماساهيرو سوكيغارا على موقع data.j-league.or.jp". data.j-league.or.jp. مؤرشف من الأصل في 2018-08-18.

- ماساهيرو سوكيغارا